# Wojna domowa w Nepalu
Wojna domowa w Nepalu (przez maoistów nazywana także jako wojna ludowa i nepalska rewolucja komunistyczna) – konflikt między rządem a maoistowskimi partyzantami w Nepalu. Trwał w latach 1996–2006 i zakończył się zwycięstwem rebeliantów.

## Geneza
Komunistyczna Partia Nepalu (Maoistowska) jest skrajnie lewicowym ruchem założonym w 1994 roku. Członkowie partii zostali wybrani do nepalskiego parlamentu z list Zjednoczonego Frontu Ludowego Nepalu, mimo to ich partia nie została uznana przez komisję wyborczą. W odpowiedzi maoiści zaczęli kontestować wynik wyborów. W 1995 roku rząd rozpoczął represjonowanie maoistów. W 1996 roku przywódcy KPN (Maoistowskiej) przedstawili listę czterdziestu żądań, w tym: zniesienia monarchii, decentralizacji władzy, wolności słowa, nacjonalizacji przemysłu, redystrybucji ziemi, uwolnienia więźniów politycznych oraz sekularyzacji państwa. Maoiści ogłosili przy tym ultimatum: rząd spełni ich żądania albo spotka się ze zbrojną rebelią. Rząd odmówił a w tym samym roku kierownictwo partii zadecydowało o opuszczeniu parlamentu i rozpoczęciu „wojny ludowej“. Celem „Nepalskiej Rewolucji Komunistycznej“ miało być utworzenie „socjalistycznej i komunistycznej republiki ludu”. Na czele powstańców stanął Prachanda, jego zastępcą był Baburam Bhattarai.

## Przebieg
Zbrojnym ramieniem maoistów była Armia Wyzwolenia Narodowego. Ruch powstańczy aktywny był w 68 z 75 dystryktów Nepalu. Do 2008 roku w 32 utworzyli oni regionalne rządy ludowe podporządkowane krajowemu Ludowemu Rządowi Rewolucyjnemu. W 2006 roku liczbę rebeliantów szacowano na 4 do 5 tysięcy członków kadry partyzanckiej i kilkanaście tysięcy ochotników wsparcia. Partyzantka utrzymywała się z napadów na banki, wymuszeń od przedsiębiorców oraz dobrowolnych składek sympatyków. Na strefach kontrolowanych przez partyzantkę realna władza należała do KPN(M). Rebelianci przeprowadzili reformy mające zapewnić chłopom równy dostęp do zasobów, zorganizowali własny system sądownictwa (w którym przykładowo gwałciciele byli skazywani na karę, jaką zażyczyła sobie ofiara), tworzyli przychodnie i szkoły oraz dbali o rozwój rolnictwa. Działania te zapewniły im poparcie większości Nepalczyków. Szczególnie dużym poparciem cieszyli się pośród mniejszości etnicznych, w tym Gurkhów.
Z początkiem XXI wieku rząd rozpoczął negocjacje z buntownikami. Do końca 2006 roku podpisano kilka umów skutkujących zakończeniem wojny. 
Według danych nepalskiego rządu w wojnie zginęło 17800 ludzi.

## Następstwa
Po zakończeniu wojny maoistów dopuszczono do legalnej działalności. Wystartowali w wyborach parlamentarnych w 2008 roku, w których odnieśli zwycięstwo, zdobywając 38% głosów i 240 mandatów (na 601). Zwycięzcy wyborów zapowiedzieli, że nie chcą przekształcić Nepalu w państwo socjalistyczne oraz trwanie przy gospodarce rynkowej. 28 maja 2008 nowo wybrane Zgromadzenie Konstytucyjne proklamowało w Nepalu republikę.